# لغة تيما
لغة تيما أو دوموريك أو لوموريك، هي لغة يتحدث بها شعب تيما في ولاية جنوب كردفان في السودان.

## روابط خارجية
مشروع توثيق لغة تيما